# Élections législatives de 2025 à Guernesey
Les élections législatives de 2025 à Guernesey ont lieu le 18 juin 2025 afin de renouveler pour quatre ans les députés des États, le parlement de la dépendance de la Couronne du bailliage de Guernesey.
Le scrutin voit se renforcée la prédominance des élus indépendants, et le remplacement de Lyndon Trott par Lindsay de Sausmarez à la tête du gouvernement.

## Contexte
Les dernières élections législatives du 7 octobre 2020 sont les premières depuis la réforme du système électoral ayant fait suite au référendum d'octobre 2018, ce dernier établissant une circonscription électorale unique, un système jugé propice à la formation de partis politiques au sein d'un parlement historiquement composé d'élus indépendants.
Les résultats voient les candidats indépendants conserver une large prépondérance avec 22 sièges, malgré le recul provoqué par l'avènement de deux partis — le Partenariat des indépendants de Guernesey et le Parti de Guernesey — qui remporte respectivement 10 et 6 membres aux États. Peter Ferbrache est élu président du comité de la politique et des ressources le 16 octobre par 23 voix contre 17. Il devance ainsi le président sortant Gavin St Pier, et le remplace à ce poste équivalant de facto à celui d'un Premier ministre,.
Le 13 décembre 2024, Peter Ferbrache démissionne de ses fonctions à la suite de l'adoption, par 23 voix contre 16 et une abstention, d'une motion de censure des États, faisant suite au rejet de ses propositions de réforme fiscale. Il est remplacé par Lyndon Trott, ancien ministre en chef de 2008 à 2012, qui est élu au troisième tour par 21 voix contre 19 pour le député Rob Prow.

## Système électoral

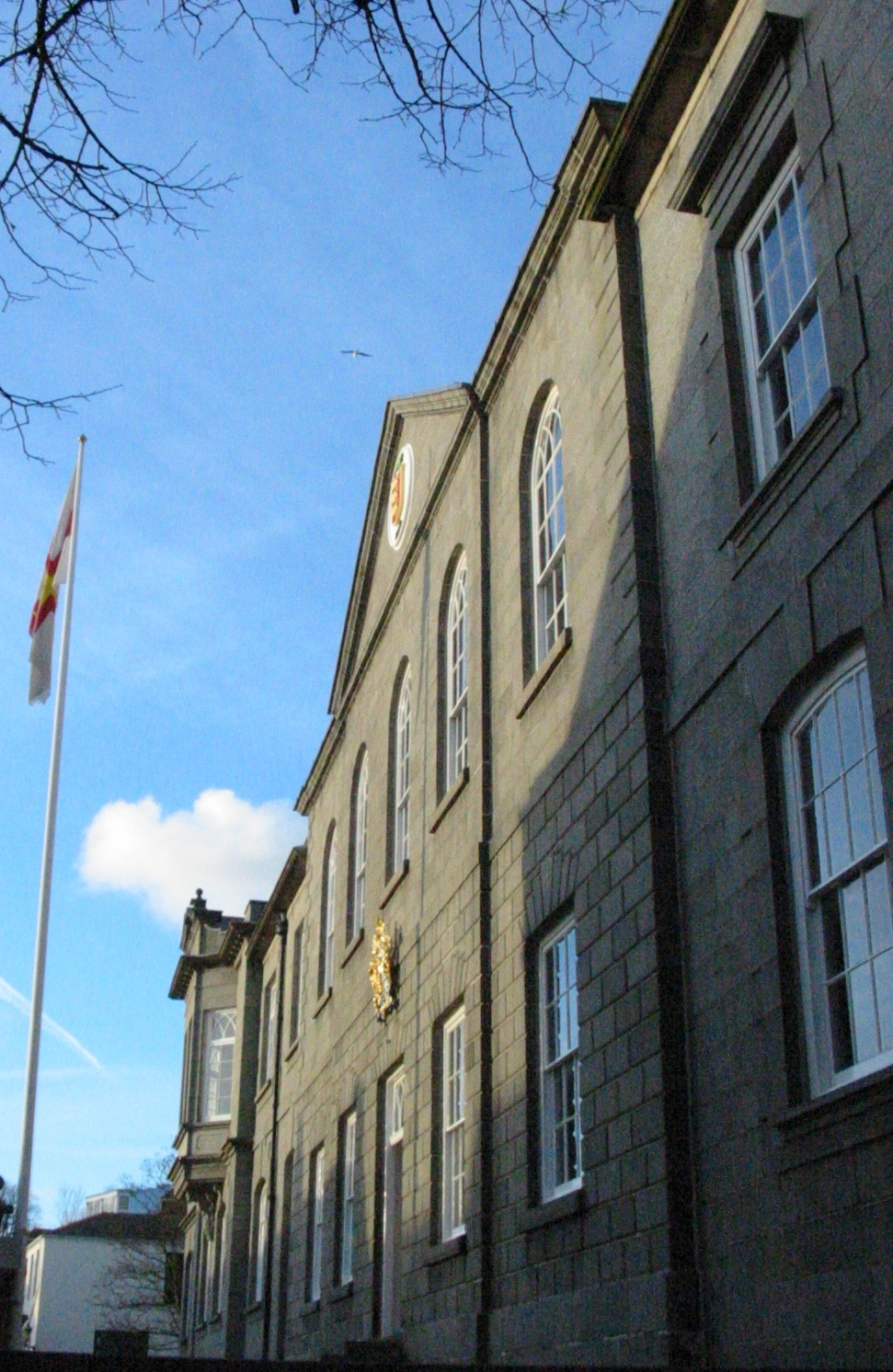
Façade du parlement.

Le bailliage de Guernesey est une dépendance de la Couronne britannique composée de plusieurs îles de la Manche dont Guernesey, la plus importante, ainsi qu'Aurigny, Sercq, Herm, Jéthou, Brecqhou, Burhou et d'autres petites îles.
L'île de Guernesey possède un parlement monocaméral, les États de Guernesey, composé de quarante sièges renouvelés tous les quatre ans dont deux parmi les 10 membres les États d'Aurigny — ce dernier ayant délégué à Guernesey une partie de ses pouvoirs législatifs — et trente-huit élus directement par la population selon un mode de scrutin plurinominal majoritaire dans une unique circonscription électorale. Les habitants ont autant de votes qu'il y a de sièges à pourvoir et les utilisent à raison d'une voix pour un candidat à la fois, sans toutefois être contraint de les utiliser toutes. Les candidats ayant reçu le plus de votes sont alors déclarés élus.
Les deux députés d'Aurigny sont quant à eux choisi par les membres des États d'Aurigny en leur sein, puis approuvé par un plébiscite local,.
Le droit de vote s'acquiert à seize ans. L'âge minimum pour se présenter aux élections est de dix-huit ans,.

## Résultats

### Résultats globaux
|                          |                          |                   |                   |                   |        |               |
| Parti                    | Parti                    | Voix              | %                 | +/-               | Sièges | +/-           |
|                          | Indépendants             | 400 481           | 92,66             | 30,05             | 35     | 13            |
|                          | En avant Guernesey       | 31 731            | 7,34              | Nv                | 3      | 3             |
|                          | Députés d'Aurigny        | Députés d'Aurigny | Députés d'Aurigny | Députés d'Aurigny | 2      | en stagnation |
| Total des voix           | Total des voix           | 432 212           | 100               |                   |        |               |
|                          |                          |                   |                   |                   |        |               |
| Votes valides            | Votes valides            | 19 570            | 99,41             |                   |        |               |
| Votes blancs             | Votes blancs             | 43                | 0,22              |                   |        |               |
| Votes nuls               | Votes nuls               | 73                | 0,37              |                   |        |               |
| Total                    | Total                    | 19 686            | 100               | –                 | 40     | en stagnation |
| Abstentions              | Abstentions              | 7 607             | 27,87             |                   |        |               |
| Inscrits / participation | Inscrits / participation | 27 293            | 72,13             |                   |        |               |

## Analyse et conséquences
Le scrutin est marqué par une baisse de la participation, qui passe de 79 à 73 %, en raison d'un désenchantement d'électeurs déçu du manque de respect de leur promesses électorales par les membres de l'assemblée sortante. Pour autant, ces derniers sortent grand gagnant des élections, qui sont à nouveau dominées par les candidats indépendants. Sur trente députés candidats à leur réélections, dix-huit l'emporte ainsi, dont neuf des dix candidats arrivés en tête. Le système électoral fait l'objet de critiques, notamment de la part du président du comité de la politique et des ressources — communément appelé ministre en Chef — Lyndon Trott, qui y voit la confirmation que le système favorise les candidats déjà en place du fait de leur seule notoriété, et accroit l'isolation des députés de leur électorat,.
A l'issue des élections, la nouvelle assemblée choisit le 1er juillet Lindsay de Sausmarez comme nouvelle ministre en chef, par 22 voix pour. Elle l'emporte ainsi sur Mark Helyar (qui réunit 11 voix) et Jonathan Le Tocq (7 voix), son prédecesseur Lyndon Trott ayant choisit de ne pas se représenter. Première femme à être élue à ce poste, Lindsay de Sausmarez annonce faire de la réforme du système d'imposition de l'île sa priorité,.